# Слободин, Михаил Юрьевич
Михаи́л Ю́рьевич Слободи́н (род. 1972, Североуральск, Свердловская область, РСФСР, СССР) — российский управленец, генеральный директор ПАО «ВымпелКом» с сентября 2013 года по 5 сентября 2016 года. Перед этим он был президентом КЭС-Холдинга, а также занимал ряд руководящих должностей в ТНК-BP. Российскими правоохранительными органами объявлен в розыск по делу о даче взяток в особо крупном размере.

## Биография
В 1986 году, учась в школе, вступил в ВЛКСМ. В 1993 году окончил с красным дипломом экономический факультет Уральского государственного университета. Кандидат технических наук.
С 1992 по 1996 год работал в «Севуралбокситруде» (позднее вошедшей в СУАЛ), вначале как инженер отдела внешнеэкономических связей, затем на должности заместителя начальника финансового отдела.
В последующие годы работал в различных компаниях группы «Ренова».
С 1996 по 1999 год занимал различные руководящие должности в СУАЛе. С 1996 года — представитель холдинга «Ренова» в уральском регионе, руководитель проекта по организации бизнеса на Полевском криолитовом заводе. В 1999—2000 годы — заместитель генерального директора по экономике и финансам Нижнетагильского металлургического комбината.
В 2000—2001 годы — директор департамента регионального развития «Реновы».
В 2001—2002 годы работал на должности первого заместителя генерального директора по финансам и экономике Иркутскэнерго.
В 2002 году назначен на должность директора департамента по развитию электроэнергетического бизнеса Тюменской нефтяной компании, затем — вице-президент по энергетике объединённой компании «ТНК-ВР Менеджмент».
С декабря 2002 по 2010 год руководил КЭС-Холдингом — структурой «Реновы», владеющей контрольными пакетами акций крупных энергетических компаний: четырёх ТГК, а также газораспределительной компании «Газэкс» и «Российские коммунальные системы».
В 2010 году в рейтинге высших руководителей газеты «Коммерсантъ» занял первое место в номинации «электроэнергетика».
С февраля 2011 года работал исполнительным вице-президентом по газу и энергоснабжению ТНК-BP.
С 14 октября 2013 года — гендиректор компании «Вымпелком». На этом посту начал менять политику компании в отношении обслуживания клиентов. Уделяет большое внимание живому общению с клиентами в социальных сетях, став известным бизнес-блогером
В 2015 году занял первое место в номинации «связь и телекоммуникации» в рейтинге высших руководителей газеты «Коммерсантъ».
5 сентября 2016 года объявлен в розыск по делу о даче взяток в особо крупном размере экс-чиновникам Республики Коми. По версии следствия, в 2007—2014 годах подозреваемые дали взятку руководству Коми в виде денег и имущества на сумму более 800 млн р. за создание благоприятных условий для работы ЗАО «Комплексные энергетические системы» в регионе, включая установление выгодных тарифов на тепло- и электроэнергию. Слободин после этого заявил, что находится за пределами России, а затем подал в отставку, которая была принята руководством "ВымпелКома". Кроме того, практически сразу же была скрыта активность в социальных сетях и блогах. Блог в ЖЖ был вновь открыт для чтения 14 марта 2017 года и продолжен несколькими записями, отражающими личную точку зрения автора на сложившуюся ситуацию.
Проживает в Лондоне.

### Общественная деятельность
С 2007 года является председателем попечительского совета Уральского государственного университета.